# Avelia Liberty
Der Avelia Liberty ist ein Hochgeschwindigkeitszug, der von Alstom für den Betrieb im Nordost-Korridor der Vereinigten Staaten entwickelt wurde. Er soll als Acela der zweiten Generation mit maximal 160 mph (257 km/h) verkehren.
Im Rahmen des 2014 begonnenen Programms „New Acela“ beschafft Amtrak, die National Railroad Passenger Corporation, den Zugtyp. Er soll alle vorhandenen Garnituren der ersten Acela-Generation ersetzen. Der Beginn des Fahrgastbetriebs ist für den 28. August 2025 geplant.

## Einsatzgebiet
Der Nordost-Korridor von Washington über New York nach Boston gehört zu den profitableren Strecken im Personenverkehr der USA. Für den Hochgeschwindigkeitsverkehr wurde die Strecke durchgehend elektrifiziert, wobei neben den Anlagen für 25 kV/60 Hz auch noch einige alte elektrische Oberleitungen mit weniger Spannung und teils 25 Hz Netzfrequenz existieren. Die teils sehr alten Oberleitungen ohne Nachspannung waren lange ein Grund, dass auf Teilen der Strecke auch der Acela Express nicht mit Höchstgeschwindigkeit fahren konnte.
2010 wurde durch Amtrak begonnen, neue Streckenführungen für Züge bis 350 km/h im Nordost-Korridor zu prüfen. Im südlichen Teil – zwischen Washington und New York – soll diese parallel zur Altbaustrecke geführt werden, welche fast durchgängig zu 100 Prozent ausgelastet ist. Im Umfeld der Großstädte ist sie bereits viergleisig ausgebaut, wird jedoch auch vom Güter- und Regionalverkehr genutzt. Im nördlichen Teil – von New York bis Boston – werden vollständig neue Trassen erwogen, welche die Reisezeit halbieren könnten.
2012 wurde das NEC-UP-Ausbauprogramm vorgestellt, in dessen Rahmen in einer ersten Phase bis 2025 insgesamt 33,5 Milliarden Dollar in eine Reihe von Großprojekten investiert werden sollte. Tatsächlich wurden bis Ende 2024 nur 17,9 Milliarden Dollar bewilligt. Anschließend soll die Infrastruktur bis 2040 weiter ertüchtigt werden. Um durchgängig Hochgeschwindigkeitsfahrten zu ermöglichen, waren Stand 2024 weitere Investitionen in Höhe von mindestens 100 Milliarden Dollar notwendig.

## Anforderungen
Im Zuge der Planungen beteiligte man sich anfänglich zusammen mit dem California High-Speed Rail an der Ausschreibung für neue Triebzüge für bis zu 350 km/h. Man kam jedoch 2014 zu der Erkenntnis, dass die Anforderungen doch zu weit auseinanderliegen, sodass beide Projekte auf eigene Designvorgaben wechselten. Im Gegensatz zum bisherigen Acela Express orientierte man darauf, noch stärker auf international gebräuchliche Baureihen zu setzen, die man für die schärferen nordamerikanischen Crashnormen anpasst.
In diesem Zuge bot Alstom seine gerade in der Entwicklung befindliche Avelia Liberty-Baureihe an; diese ähnelt konzeptionell den TGV, ist jedoch mit der neuen Pendolino-Neigetechnik Tiltronix ausgestattet und für den Nordostkorridor adaptiert. Durch die Auswahl eines bisher nicht in Nordamerika zugelassenen Zugtyps setzte man das Projekt dem Risiko einer verzögerten Zulassung durch die Federal Railroad Administration aus, das dann auch tatsächlich eintrat.:11
Von TGV-Fahrzeugen unterscheidet sich der Avelia Liberty durch die deutlich kürzeren Triebköpfe, um den Fahrgästen mehr Platz bei gleicher Zuglänge bieten zu können. Die anfangs unter dem Markennamen Avelia Horizon entwickelten TGV M für die französische SNCF basieren auf der gleichen Konstruktion, jedoch besitzen deren doppelstöckigen Mittelwagen keine Neigetechnik. Während die Avelia Horizon mit 320 km/h fahren sollen, limitiert die Streckenführung des Nordostkorridors die Geschwindigkeit der Liberty auf 256 km/h. Konzeptionell sind beide Avelia für Geschwindigkeiten bis 350 km/h ausgelegt. Die Neigetechnik des Avelia Liberty funktioniert aber nur bis 300 km/h, bei höheren Geschwindigkeiten muss sie abgeschaltet werden.

## Auftrag

### Zeitplan
Im August 2016 wurden 28 Triebzüge bestellt, wobei der erste Zug 2019 geliefert werden sollte, und die Züge 2021/2022 den regulären Betrieb aufnehmen sollten. Amtrak plante, den Betrieb nach Zulassung und Inbetriebnahme der ersten sechs Garnituren aufzunehmen.:3 Nach Abschluss der Lieferung 2022 sollte die alte Flotte von 20 Acela Express der ersten Generation stillgelegt werden.
Ursprünglich war vorgesehen, im Frühjahr 2021 die ersten beiden Avelia-Liberty-Züge in Betrieb zu nehmen. Beeinträchtigungen durch die COVID-19-Pandemie, technische Anpassungen nach Testfahrten und geänderte Sicherheitsanforderungen der Federal Railroad Administration führten zu Verzögerungen. Anfang Februar 2023 gingen Amtrak und Alstom davon aus, die ersten sechs Züge ab Ende 2023 im Fahrgastbetrieb einsetzen zu können. Im Mai 2023 wurde gemeldet, dass sich der Einsatz im Fahrgastbetrieb wegen bei der Erprobung fortwährend neu festgestellter Mängel bis mindestens 2024 verzögern würde. Nach einem Bericht des Amtrak Office of Inspector General aus dem September 2023 waren weitere Verschiebungen erwartbar.:10–11 Bis dahin waren bereits 1,6 Milliarden US-Dollar ausgegeben worden.:3 Ende 2024 ging der Amtrak-Vorstand davon aus, den Betrieb im Frühjahr 2025 nach weiteren Probefahrten aufnehmen zu können. Dies wurde nicht eingehalten.
Der Fahrgastbetrieb soll am 28. August 2025 mit fünf Zügen aufgenommen werden.

### Montage
Entsprechend den Importbestimmungen erfolgt die Montage in Alstoms US-Werken in Hornell und Rochester im Bundesstaat New York. Im Februar 2020 wurde der erste Zug zur Teststrecke des Transportation Technology Center nach Colorado überführt, zwei weitere Exemplare sollten noch 2020 zu Tests nach Philadelphia gebracht werden.
Aus Platzgründen verständigten sich Alstom und Amtrak im November 2021 darauf, bis zu 6 Garnituren im Penn Coach Yard an der Philadelphia 30th Street Station abzustellen, was ausdrücklich kein Eigentumsübergang an und keine Abnahme durch Amtrak sein sollte.:8
Mit Stand Mai 2023 waren 12 von 28 Zuggarnituren und 22 von 28 Zugcaféwagen gefertigt.:12 Die Garnituren wiesen Mängel auf, die vom Amtrak Office of Inspector General in die drei Kategorien Sicherheitsrelevant, die Funktion Beeinträchtigend oder das Erscheinungsbild Beeinträchtigend eingeordnet wurden.:16–17 Ende 2024 waren 14 Garnituren ausgeliefert.

### Voraussetzungen zur Zulassung
Um die Zulassung für Fahrten bei Hochgeschwindigkeit zu erlangen, war als Voraussetzung für Probefahrten auf dem Nordostkorridor als Teil eines abgestuften Prüfungs- und Zulassungsprozesses gegenüber dem Verkehrsministerium der Vereinigten Staaten und seiner Behörde Federal Railroad Administration eine Computermodellierung der Zugparameter bei simulierten Hochgeschwindigkeitsfahrten vorzulegen.:8 Die Generalinspekteure bei Amtrak bemängelten, dass der Hersteller diese Modellierung auch sieben Jahre nach Auftragserteilung 2016 noch nicht in einem zulassungsfähigen Umfang beigebracht habe.:13–15 Amtrak behielt in dem Zusammenhang seit Frühjahr 2023 Zahlungen für die von Alstom nicht erbrachten Leistungen ein.:13
Die Inspekteure bemängelten weiterhin, dass der Hersteller ohne Vorliegen der Computermodellierung und ohne eine bindende Verständigung zwischen Hersteller und künftigem Eigentümer die ersten Zuggarnituren baute.:12 Die in dem Punkt unklare Vertragsgestaltung und ein bereits in früheren Jahren durch die Inspekteure moniertes und dann durch interne Reformen behobenes Missmanagement des Projekts bei Amtrak führte zu den Problemen beim Umgang mit den strengen amerikanischen Zulassungsbedingungen, der unzureichenden Modellierung und mängelbehafteten Bauausführung.:8–10 Im Januar 2024 erbrachte Alstom den technischen Nachweis, dass die Züge auf dem Nordostkorridor zulassungsfähig sein können, so dass mit Testfahrten begonnen werden konnte.